# Ulmus ismaelis
Ulmus ismaelis — вид квіткових рослин з родини в'язових (Ulmaceae). Поширення: південно-західна Мексика (Оахака), Сальвадор, Гондурас.

## Біоморфологічна характеристика

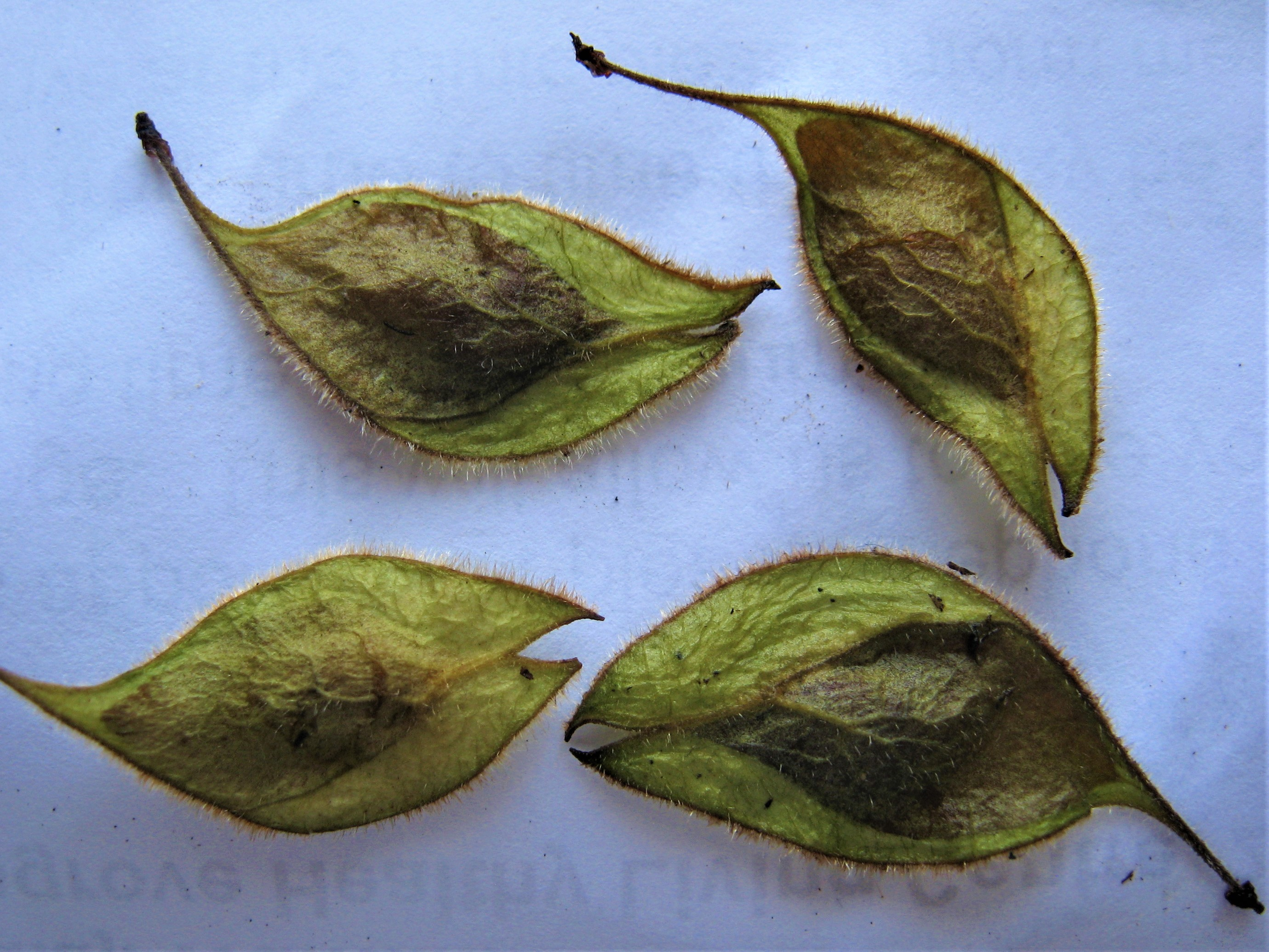

Це дерево рідко виростає понад 15 м заввишки, зазвичай менше 10 м, з діаметром стовбура 30 см; дерево має відшаровану помаранчеву кору. Яйцеподібне листя шкірясте, менше 9.6 см завдовжки та 4.6 см завширшки, гостре на верхівці, перистожилкове, на коротких черешках 2–5 мм; колір варіюється від тьмяно-зеленого до світло-коричневого. Безпелюсткові квіти розташовані у вигляді коротких суцвіть на безлистих гілочках, рідко зібраних у скупчення на квітконосах менше 7 мм. Крилатки мають розмір менше 22 × 13 мм, з війчастими краями, і скидаються протягом червня та липня в Мексиці; у Гондурасі та Сальвадорі дерево цвіте під час зміни листя, безпосередньо перед опаданням листя попереднього сезону протягом лютого та березня, і плодоносить з березня до кінця квітня, що збігається з появою листя нового сезону.

## Середовище
Росте на берегах річок, струмків та періодично зникаючих русел у низькорослих листяних лісах. Зростає на висотах 450–1525 метрів.

## Використання
Немає відомих застосувань цього виду, але його можна використовувати як тінисте дерево.

## Загрози й охорона
Цьому виду загрожують пожежі, масштабна вирубка лісів та втрата лісів для тваринництва або вирощування динь та кавунів.